# Massada (band)
Massada is een Nederlands-Molukse band uit Huizen opgericht door zanger/percussionist Johnny Manuhutu. De band scoorde in de jaren 70 en 80 van de 20e eeuw hits als Latin dance, Arumbai en Sajang é.

## Biografie

### De hoogtijdagen
De band begon in de jaren 60 als The Eagles en speelde voornamelijk op Molukse feesten. Toen de Amerikaanse band Eagles hits in Nederland begonnen te scoren werd de groepsnaam in 1973 in Massada (een citadel in Israël) veranderd.
Op 26 februari 1975, een dag voor de 29e verjaardag van percussionist Nippy Noya, won Massada een groepenwedstrijd van Muziekkrant OOR; een platencontract werd afgewezen omdat de artistieke vrijheid niet kon worden gewaarborgd.
Daar kwam ook bij dat er destijds in Drenthe gijzelingsacties werden gehouden door Zuid-Molukkers. Voor Massada, die de acties niet goedkeurde, betekende dit dat enkele optredens werden afgezegd uit angst voor ongeregeldheden. Ook werden ze geweerd op sommige locaties.
In 1978 verscheen het langverwachte debuutalbum Astaganaga met de hitsingles Dansa en Latin Dance. Het gebruik van Latijns-Amerikaanse ritmes en percussie-instrumenten leverde vergelijkingen op met Santana.
De opvolger verscheen in mei 1979 (Massada kwam bewust met één album per jaar); Pukul Tifa klonk "Molukser" dan het debuutalbum en bracht de singles Unknown Destination en het instrumentale Arumbai (Alarmschijf) voort.
Diezelfde maand speelde Massada op Pinkpop, daarna volgde onder andere een tournee door Duitsland.
In 1980 kwam het derde album uit; Pusaka bevatte de singles  Feelin' Lonely en Sajang é. Laatstgenoemde single viel op vanwege het dames- en kinderkoor, bereikte in Nederland de nummer 1-positie van de hitparades. Voor Massada was dit de eerste en tot op heden enige nummer 1-hit. In de Top 100 verkoop van 1980 stond het op nr.8. Het werd destijds nooit live gespeeld omdat het niet in het reguliere repertoire paste, en een verzoek om een Maleistalig album op te nemen werd afgewezen. Datzelfde jaar verscheen Massada Live met onder meer de publieksfavoriet Sageru (afkomstig van Astaganaga) die op single werd uitgebracht.

### Nieuwe wegen
Doordat de bezetting was veranderd besloot Massada in 1981 een nieuwe richting in te slaan. Baru (Nieuw Leven; vandaar dat op de hoes de buik van een zwangere vrouw werd afgebeeld) had een meer funky latin karakter en bevatte voor het eerst geen nummers in het Maleis. Deze stijlbreuk werd door veel fans (en ook een aantal bandleden) niet gewaardeerd.
De platenmaatschappij bracht Tomorrow Has Its Own Sorrow (gezongen door Lisa Boray) op single uit; de band was het er niet mee eens, vooral omdat een Massada met zowel een andere stijl als een andere zangstem nog meer fans zou vervreemden.
De bezetting veranderde nog een paar keer en het succes nam langzaam af. Plannen om in 1983 door Indonesië te toeren moesten noodgedwongen worden afgelast. In plaats van aan een nieuw album, werkte Massada dat jaar aan de soundtracks voor de televisiefilm Joost en de serie Briefgeheim, met de 16-jarige Leontine Borsato - toen nog met Ruiters als achternaam - in de hoofdrol.
Na een nieuwe platenmaatschappij te hebben gevonden verscheen begin 1986 een coverversie van de Loggins & Messina-hit Vahevala; het werd geen hit waardoor de band geen nieuwe LP mocht opnemen. Tegen die tijd hielden de bandleden zich meer bezig met andere projecten dan Massada. Zo bracht de in 1988 vertrokken percussionist/zanger Martino Latupeirissa een solosingle (Love Wave) uit om vervolgens bij o.a. Candy Dulfer en The Pilgrims te spelen.
Plannen voor een comebacksingle in 1990 werden op het laatste moment afgeblazen en daarmee leek Massada voorgoed verleden tijd.

### De terugkeer
Naar aanleiding van een optreden tijdens zijn bruiloft sloot Johnny Manuhutu zich in 1995 bij de Massada Revival Band aan. Dit beviel zo goed dat hij met een aantal leden een nieuwe Massada oprichtte. In 1996 begon de terugkeer op de Pasar Malam Besar in Den Haag en naar aanleiding van dit succes volgden er daarna meer optredens.
In 1999 speelde Massada in het programma De Vrienden van Amstel; ze brachten eigen materiaal ten gehore en speelden drie nummers als begeleidingsband van Laura Vlasblom.
In 2001 speelde Massada tijdens een benefietconcert voor de Molukken.
Ter gelegenheid van het 25-jarig jubileum (netto) filmde de groep op 27 juni 2004 een live-dvd in Huizen; diverse ex-leden werden uitgenodigd onder wie supergitarist Rudy de Queljoe  en Nippy Noya. Beiden gingen daarna weer deel uitmaken van de vaste bezetting.
In maart 2006 gaf Massada dan eindelijk vier concerten op Indonesische bodem waarvan een op het Java Jazz Festival (vergelijkbaar met North Sea Jazz). De band keerde terug in 2009, 2016 en 2017 (2x).
Op 17 juni 2011 gaf Massada een concert in de Paradiso waarbij het album Astaganaga integraal werd uitgevoerd.
Op 25 augustus 2012 speelde Massada op Pinkpop Classic.
Op 29 maart 2014 vierde Massada het 40-jarig bestaan met een concert in Winterswijk.
In september 2016 gaf Massada een afscheidsconcert voor Nippy Noya die 40 jaar lang bij de band betrokken was; hij bleef zich nog wel beschikbaar stellen voor matineeconcerten en verleende op 24 november 2017 zijn medewerking aan de opname van een dubbel live-cd/dvd. Baronda, vernoemd naar een nieuw nummer, verscheen in maart 2018 en werd gepromoot met een uitgebreide tournee. Daarna volgde een verzamelalbum in de Golden Years of Dutch Pop-reeks uitgebracht door Universal Records.
In 2023 verscheen het boek Astaganaga 50 jaar Massada.

## De overige leden
- Toetsenist Frans Eschauzier, gitarist Chris Latul en bassist Usje Sabandar verlieten Massada in 1979. Zij gingen afzonderlijk in diverse bands spelen. Latul bracht in 1981 een solo-album uit en werd later lid van De Groothandel.
- Percussionist Zeth Mustamu vertrok begin 1982; hij werd dominee van de Molukse Evangelische Kerk en bleef daarnaast muziek maken. In 1988 was hij betrokken bij Moluccan Moods en in 2008 verscheen een cd onder de naam Blue Pearl. Johnny Manuhutu vormde de Latin Explosion waar Zeth Mustamu deel van uitmaakte met andere (ex-)Massada-percussionisten.
- Latul, Latuny, Sabandar en Mustamu vormden geruime tijd de kern van Massiada (We zijn er nog) waarmee ze, naast eigen werk, nummers speelden van Massada en Santana. Nino Latuny werd daarna leadgitarist van Bersama (Samen) waarvan ook Zeth Mustamu deel uitmaakt; als percussionist en zanger. Latuny arrangeerde alle nummers. In 2016 werd de CD Nona Manis in eigen beheer uitgebracht. De band werd na bezettingswijzigingen omgedoopt tot Bersama Baru.

## Discografie

### Albums
| Verschijningsdatum | Titel        |
| ------------------ | ------------ |
| 1978               | Astaganaga   |
| 1979               | Pukul Tifa   |
| 1980               | Pusaka       |
| 1981               | Massada Live |
| 1981               | Baru         |

### Singles
| Verschijningsdatum | Titel                               |
| ------------------ | ----------------------------------- |
| 1978               | Latin Dance                         |
| 1978               | Dansa (don’t quit dancing)          |
| 1979               | Unknown Destination                 |
| 1979               | Arumbai/Air Mata Tumpa              |
| 1980               | Sajang é                            |
| 1980               | I never had a love like this before |
| 1981               | Sageru (liveversie)                 |
| 1981               | In your Eyes                        |
| 1982               | Tomorrow has its own sorrow         |
| 1983               | Surat Kaleng (Briefgeheim)          |
| 1986               | Vahevala                            |

### Dvd
| Verschijningsdatum | Titel                     |
| ------------------ | ------------------------- |
| 2005               | Massada 25 years Livedvd. |

 2018 Baronda 40 years Massada -live dubbel cd/dvd

### NPO Radio 2 Top 2000
| Nummers met noteringen in de NPO Radio 2 Top 2000 | '00  | '01  | '02 | '03  |
| ------------------------------------------------- | ---- | ---- | --- | ---- |
| Latin dance                                       | 1678 | -    | -   | -    |
| Sajang é                                          | -    | 1928 | -   | 1807 |

1. ↑  Een '-' betekent dat het nummer niet was genoteerd en een vetgedrukt getal geeft de hoogste notering van een nummer aan.
2. ↑  2000 was het eerste jaar met een notering voor Massada.
3. ↑  Deze tabel is bijgewerkt tot en met de laatste editie (2024).